# ジェームス・バナタイン
ジェームス・バナタイン（James Bannatyne、1975年6月30日 - ）は、ニュージーランドの元サッカー選手。元ニュージーランド代表。ポジションはゴールキーパー。

## 経歴
2001年にニュージーランド代表デビュー。OFCネイションズカップ2002のメンバーにも選ばれ、決勝・オーストラリア戦では後半途中から出場、1-0で勝利し優勝した。2002年までに3試合に出場した。
2003年以降、代表での試合出場は無かったが、OFCネイションズカップ2008、FIFAコンフェデレーションズカップ2009、2010 FIFAワールドカップのメンバーにも選ばれた。

## 代表歴

### 出場大会
- ニュージーランド代表
  - 2010 FIFAワールドカップ

### 試合数
- 国際Aマッチ 3試合 0得点（2001年-2002年）[1]

| ニュージーランド代表 | 国際Aマッチ | 国際Aマッチ |
| 年                   | 出場        | 得点        |
| -------------------- | ----------- | ----------- |
| 2001                 | 1           | 0           |
| 2002                 | 2           | 0           |
| 通算                 | 3           | 0           |